# Wallonie libre
Pour les articles homonymes, voir Wallonie (homonymie).

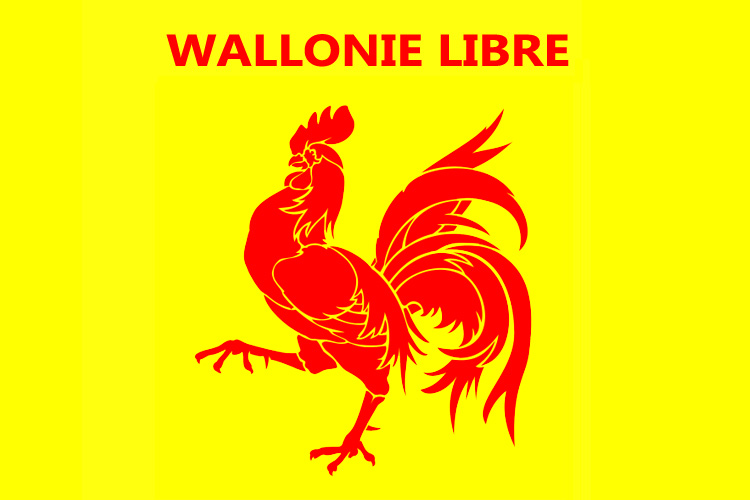
Drapeau du mouvement Wallonie libre

Wallonie libre est une organisation du mouvement wallon formée au début de la Seconde Guerre mondiale qui publie une revue du même nom. Elle naît au début de l'occupation allemande durant l'été 1940 au sein de petits groupes bruxellois et liégeois à la marge du mouvement wallon sous l'influence de l'abbé Jules Mahieu. Même si elle n'a pas toujours eu un immense nombre d'adhérents, Wallonie libre a eu un impact important sur la politique belge et le mouvement wallon à la Libération et jusque dans les années 1980. Elle est et demeure emblématique d'un certain radicalisme wallon.

## Histoire

### Contacts avec l'administration de Vichy (1940-1941) et engagement aux côtés de laFrance libre(1941-1942)
La naissance de cette organisation se passe dans le cadre particulier de l'occupation étrangère de la Belgique. Cette occupation ravive le sentiment national belge d'une majorité du peuple mais fait naître aussi chez d'autres de nouvelles espérances en matière de politique anti-belge.
« Comme pour la Première Guerre mondiale, l'occupation étrangère renforce effectivement le patriotisme belge auprès de la plus grande partie de la population mais pour d'autres, en revanche, elle nourrit précisément l'espoir d'une percée anti-belge. C'est le cas de la Wallonie libre, un groupe modeste et actif. »
Elle est composée à l'origine d'une aile bruxelloise anti-flamande et d'une aile liégeoise rattachiste. L'aile liégeoise a un radicalisme important, basé sur «un wallingantisme puissamment implanté dans les trois partis anticléricaux de Liège qui contrôlent l'administration de la ville et de la province, tout comme la franc-maçonnerie, la liberté-pensée et l'université». De ce milieu liégeois vient l'imprimeur et riche mécène du mouvement wallon Georges Thone qui exercera une des plus grandes influences sur l'organisation. Lors de la création de la Wallonie libre, celui-ci est en France libre, «au milieu d'un cercle de convaincus, dont Mahieu». Il fait alors du lobbying auprès du gouvernement de Vichy en faveur de l'annexion de la Wallonie par la France.
Avec l'assentiment de Wallonie libre, Thone essaye auprès du ministère français des Affaires étrangères de faire accepter par Vichy [réf. nécessaire] l'alliance avec le Troisième Reich contre l'Angleterre que propose Hitler durant les pourparlers des 11 et 12 mai 1941 avec le vice-président du conseil, l'amiral Darlan. Cette proposition d'alliance est accompagnée de l'offre de rattachement éventuel de la Wallonie et la Suisse romande à la France. Le 15 mai 1941, le directoire de la Wallonie libre envoie à ses membres la directive confidentielle, portant la mention «À détruire», selon laquelle «la question du rattachement de la Wallonie à la France est posée aujourd'hui non plus en Wallonie mais sur le plan international… Il importe de suivre attentivement les évènements et de préparer les populations à cette éventualité». La directive survécut à la guerre, grâce à la manie de Thone de tout conserver, ce qui permet à Hervé Hasquin qui a publié l'ensemble des documents que cela «avait été savamment caché, le fait que le cœur du Mouvement Wallonie libre, son directoire, était parfaitement au courant des démarches de Thone et de toute évidence, n'y était pas opposé.»
Les tentatives de Georges Thone continuent jusqu'en 1943. Durant ces deux années, les journaux clandestins de la Wallonie libre « prennent virulemment position contre les ministres belges de Londres ». Avec l'évolution du conflit en faveur des Alliés, l'organisation se distance du maréchal Pétain pour se tourner vers le général de Gaulle. Elle «créera même le mythe de sa création dans la foulée de l'appel du 18 Juin».
Les affirmations de Lode Wils sont mises en cause par Chantal Kesteloot : « Quant à Lode Wils, la lecture de l’ouvrage d’Hasquin l’amène à conclure que La Wallonie libre n’a pas appuyé de Gaulle “zoals in de mythe verhaald wordt maar achter ‘het eeuwige Frankrijk’ waar zowel Pétain als De Gaulle toebehoorden”. Cette assertion nous semble pour le moins sujette à caution et ne vaut certainement pas pour l’ensemble de la guerre : au-delà du printemps 1942, on ne trouve plus la moindre complaisance à l’égard de Vichy! » En 1997, Philippe Destatte signale que le résistant wallon Arille Carlier est arrêté par les Allemands  à Charleroi « le 21 août 1941 » pour avoir distribué des affiches « portant l'inscription La Wallonie libre est aux côtés de la France libre . »  Il signale que 50.000 affiches de ce type avaient été imprimées.
Dans l'ouvrage offert au professeur Jean Pirotte à l'occasion de son éméritat Images et paysages mentaux des 19e et 20e siècles, de la Wallonie à l'Oure-Mer, Academia Bruylant et Presses universitaires de l'UCL,, Louvain-la-neuve, 2007 Micheline Libon (p. 49-82), dans un article intitulé Georges Thone-Georges Truffaut (1940-1942) signale que le journal clandestin Wallonie libre dans son n° 35 qu'elle date de juin 1941 écrit : « ce n'est point vers Vichy, ce n'est point vers Darlan que la Wallonie se tourne, mais vers la France (...) vers ces Français libres qui luttent avec courage aux côtés des armées britanniques ». Elle ajoute que le périodique clandestin "Sambre et Meuse" (journal local liégeois du mouvement), dans son premier n° de juillet 1941 « arbore un macaron où figurent l'inscription « Wallon toujours — Wallonie libre »  et l'emblème du Coq wallon sur fond de Croix de Lorraine, avec, sous le titre du clandestin l'inscription « Pour une Wallonie libre avec la France libre ».»

### 1944: Autonomisme et Résistance

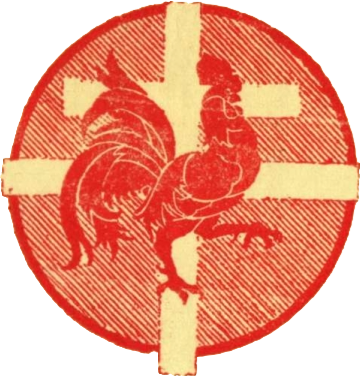
Emblème de la Wallonie libre (1940). Il s'agit de la Croix de Lorraine, emblème officiel de la France libre du Général de Gaulle, accompagnée du coq wallon inversé.

C'est donc un mouvement de résistance au nazisme qui se signale par des actions individuelles plutôt, comme d'autres mouvements de résistance, que par des actions violentes organisées en groupe. Après la guerre, il organise le combat wallon, notamment en participant au Congrès national wallon, aux luttes de la Question royale, au renouveau des mouvements wallons à la suite de la Grève générale de l’hiver 1960-1961.
Un des premiers morts de la Brigade Piron tombé à Ranville au NE de Caen était membre de cette organisation, tout comme : Gaston Bœuf, décapité à Berlin ; Walter Burniat, mort à Nordhausen ; Armand Collard, fusillé à Liège ; Jean Collete, tué en service à Liège ; Joseph Colmant, abattu le 6 août 44 ; Arsène Debaene, tué au combat ; Jacques Dehem et Edouard Depasse, morts à Gross-Rosen ; Yvan Deliège, abattu à Liège ; Maurice Druez mort en captivité ; Jules Duquesnes, mort à Breendonk ; Joseph Fautrez, fusillé ; Marcel Fautrez décapité à Cologne tandis que sa maman était assassinée à Ravensbruck, Marcel Franckson, mort à Buchenwald et tant d'autres…
Notons également que c'est en distribuant des tracts comportant la mention "la Wallonie Libre aux côtés de la France Libre" qu'Arille Carlier, membre de la Wallonie Libre clandestine,  sera arrêté le 21 août 1941 dans l'enceinte même du Palais de Justice de Charleroi, et déporté en Allemagne, où il demeurera jusqu'en août 1943.

### Après la guerre
Après la guerre, le gouvernement belge sanctionne la belle conduite du mouvement durant l'occupation. Le général de Gaulle écrit en 1949 que « c'est grâce à l'activité de tels mouvements que la solidarité de nos deux peuples a pu se manifester de façon aussi émouvante dans la résistance à l'ennemi commun  ».
En 1980, le mouvement se prononce en faveur de l'indépendance de la Wallonie.